# Мухаметов, Риналь Альбертович
Рина́ль Альбе́ртович Мухаме́тов (тат. Ринәл Альберт улы Мөхәммәтов; род. 21 августа 1989, Алексеевское, Татарская АССР) — российский актёр театра и кино, сценарист, певец и музыкант. Амбассадор фонда «Подари жизнь».
Наиболее известен по роли пришельца Хэкона в фильмах Фёдора Бондарчука «Притяжение» и «Вторжение».

## Биография
Учился на эстрадно-цирковом отделении Казанского театрального училища. Позже уехал в Москву и 2008 году поступил в Школу-студию МХАТ на курс Кирилла Серебренникова.
В 2012 году окончил Школу-студию МХАТ («Седьмая студия» Кирилла Серебренникова). В том же году получил премию имени И. М. Москвина-Тарханова, вручаемую лучшему студенту Школы-студии МХАТ по пластическим дисциплинам.
В 2017 году получил престижную премию молодым актёрам «Chopard Talent Award».
Попечитель фонда «Подари жизнь».
Пишет и выпускает музыку под псевдонимом RINAL. В феврале 2024 года стал лицом коллекции Love Vegas от бренда MONOCHROME.

### Творчество
С 2012 года — актёр «Гоголь-центра». В 2017 году сыграл в сериале «Оптимисты», где также исполнил песню «Не знаю» из саундтрека.
В 2019 году исполнил главную роль в фильме «Битва». В 2020 году получил главную роль в фильме «Кома».
В 2020 году выпустил мини-альбом «Дым». Летом 2021 года выпустил сингл «Силуэт», который стал саундтреком сериала more.tv «Happy End», а в ноябре того же года презентовал одноименный сольный альбом из семи композиций, а также клип на первый сингл альбома «Запах эвкалипта».
Принял участие в съёмках видеоклипа «Цветное лето» от «Гоголь-центра». В июле стал участником акции «#идёмвкино». В августе стало известно о съёмках в фильме «Рашн Юг». В 2022 году присоединился к театру-кабаре Crave Airlines.

### Личная жизнь
- Первая жена — Каролина Ерузалимская, студентка ТИ имени Б. Щукина (2012—2014 гг.)[22].
- Вторая жена — Сюзанна Акежева, продюсер, позже стала директором Риналя[23][24]. 5 апреля 2016 года у пары родилась дочь Эвия[25][26].

## Критика
Кинокритик Антон Долин в рецензии на фильм «Притяжение» отметил: «блестящая работа ещё одного воспитанника „Гоголь-центра“, Риналя Мухаметова: он сыграл, собственно говоря, пришельца. Бондарчуку удалось виртуозно совместить в единственном парадоксальном персонаже всё, что вызывает ненависть широких масс. Во-первых, инопланетянин — интеллигент, никогда не повышающий голоса, безупречно рыцарственный и самоотверженный. Во-вторых, мигрант с явно „неславянской“ внешностью. В-третьих, одевшись во что попало, сразу становится похож на хипстера: футболка с принтом в стиле ретро, растянутый свитер, шинель (параллели предъявлены сразу, чуть прямолинейно: Гагарин, Цой, Абдулов в ушанке, кажется, из „Чародеев“)».

## Творческая деятельность

### Театральные работы
- «Спасти орхидею» (режиссёр — Наставшевс, Владиславс) — Треплев[28]
- «Наша Алла» (режиссёр — К. Серебренников)[29]
- «Пастернак. Сестра моя — жизнь» (режиссёр — М. Диденко) — Гамлет[30]
- «Сон в летнюю ночь» (режиссёр — К. Серебренников) — Лизандр[31]
- «Правила жизни» — Райнал Мунлайт[20]

### Актёрские работы в кино (фильмография)
| Год       |     | Название                | Роль                                      |
| --------- | --- | ----------------------- | ----------------------------------------- |
| 2011      | с   | Башня. Новые люди       | Амир                                      |
| 2012      | ф   | Искупление              | Август                                    |
| 2013      | ф   | Погружение              | Ренат                                     |
| 2013      | ф   | Три мушкетёра           | Д’Артаньян                                |
| 2014      | с   | Екатерина               | князь Сергей Салтыков                     |
| 2014      | ф   | Манекенщица             | Иван Холодов                              |
| 2015      | ф   | Тэли и Толи             | Гоча                                      |
| 2017      | ф   | Притяжение              | пришелец Хэкон (Харитон)                  |
| 2017—2020 | с   | Оптимисты               | Аркадий Голуб                             |
| 2017      | ф   | Как дети                | Имя персонажа не указано                  |
| 2017      | ф   | Холодное танго          | Макс                                      |
| 2018      | ф   | Временные трудности     | Александр Ковалёв                         |
| 2018      | кор | Всё сложно              | Руслан                                    |
| 2018      | ф   | Без меня                | Дима                                      |
| 2018—2022 | с   | Год культуры            | Станислав Королёв, помощник Сычёва        |
| 2019      | ф   | Эбигейл                 | Норман                                    |
| 2019      | ф   | Битва                   | Антон                                     |
| 2019      | ф   | Москва влюблённая       | Имя персонажа не указано                  |
| 2020      | ф   | Вторжение               | пришелец Хэкон (Харитон)                  |
| 2020      | ф   | Кома                    | Виктор                                    |
| 2020      | с   | Катран                  | Иван                                      |
| 2021      | ф   | Рашн Юг                 | Никита, курсант военного-морского училища |
| 2021      | с   | Совершенно летние       | Никита, курсант военного-морского училища |
| 2022      | с   | Оффлайн                 | Марк Потёмкин («Эскобар»), наркоторговец  |
| 2023      | с   | Пищеблок (второй сезон) | отец Павел                                |
| 2023      | с   | Там, где цветёт полынь  | Кастет                                    |
| 2023      | с   | Оффлайн 2.0             | Марк Потёмкин («Эскобар»), наркоторговец  |
| 2024      | с   | Чистые                  | Дмитрий                                   |
| 2024      | ф   | Танго на осколках       | Кирилл                                    |
| 2024      | с   | Красная поляна          | Георгий                                   |

### Сценарные работы
- 2018 — Всё сложно (короткометражка)

### Видеоклипы
| Год  | Название          | Режиссёр         |
| ---- | ----------------- | ---------------- |
| 2020 | «Дым»             | Сюзанна Акежева  |
| 2021 | «Запах эвкалипта» | Риналь Мухаметов |